# Paratropus kapleri
Paratropus kapleri är en skalbaggsart som beskrevs av Kanaar 1997. Paratropus kapleri ingår i släktet Paratropus och familjen stumpbaggar. Inga underarter finns listade i Catalogue of Life.